# Ewa Wagner
Ewa Maria Wagner (Silezië, 1964)  is een altvioliste en auteur. 

## Jeugd
Ewa Wagner groeide op in Katowice, in het communistische Silezië, een historische regio die eeuwenlang bij Duitsland hoorde, maar na de Tweede Wereldoorlog Pools werd. Haar ouders spraken binnenshuis Duits, maar deden zich buitenshuis voor als onberispelijk Pools. Ze kreeg van haar vader een viool om de universele taal van de muziek meester te worden.

## Muziek
Wagner studeerde cum laude af aan het conservatorium in het Poolse Katowice. Daarna begon haar carrière als altvioliste in het Pools Radio Orkest in Katowice. Daarna woonde zij een tijdje in München, waar ze speelde in orkesten als dat van de Bayerische Rundfunk, de Münchner Symphoniker en het Münchener Kammerorchest. Tevens volgde zij muziekcursussen bij J. Levin, K. Kashkashian en S. Kamasa. Daarnaast was ze te horen in diverse kamermuziekensembles actief. Ze bespeelt bijna alle fluiten, van piccolo tot contrabasfluit. 
Na vier jaar kwam zij in 1991 vanuit München naar Nederland met een cum-laude diploma van het conservatorium in Katowice op zak en ervaring als orkestmusicus in het Poolse Radio en Televisie Orkest. In Nederland ging zij deel uitmaken van de omroeporkesten in Hilversum en als altvioliste bij het Radio Filharmonisch Orkest.

## Schrijfster
Eind 2016 studeerde ze af aan de Schrijversvakschool in Amsterdam in de richting essay. Sindsdien schrijft ze essays over haar woonstreek in de Baarnsche Courant en levert bijdragen aan Elders literair,
Ook schrijft ze artikelen over klassieke muziek en heeft in NRC Handelsblad de rubriek Wagner over muziek.

### Het Tristan-akkoord
Haar debuutroman speelt in Silezië met als hoofdpersoon de altvioliste Eveline. Naast haar afkomst en het verleden speelt de relatie tussen vader en dochter een grote rol. In die moeizame relatie met haar vader hield de liefde voor muziek haar altijd op de been. Maar na een dreigend ontslag bij het orkest leek die steun weg te vallen en moest zij op zoek naar haar eigen wortels en identiteit. Bij het ontrafelen van een geheim uit de Tweede Wereldoorlog komen de relatie met haar vader én haar carrière in een ander daglicht te staan. Het originele Tristanakkoord is te horen in de openingszin van Richard Wagners opera Tristan und Isolde als onderdeel van het leidmotief met betrekking tot Tristan. 
Het Tristan-akkoord werd in het Duits vertaald en verscheen in 2022. 

### Hotel Goldberg
Haar tweede roman Hotel Goldberg is gebaseerd op de Silezische SS’er Willi Kulla, in het boek Leo Kluge genoemd. Kulla is de moordenaar van Baarnaar Ernst van Kempen en tandarts Arnold Loterijman die een oorlogsbuit zou hebben begraven in het Baarnse Bos. In haar boek heeft Wagner feiten en fictie vermengd. Hoofdpersoon is de pianiste Maria die de enige erfgename is van een overleden tante uit Silezië waar Maria’s familie vandaan komt. Onderdeel van de erfenis blijkt een hotel te zijn. Tijdens haar bezoek worden duistere kanten van de familie langzamerhand duidelijk. Zo bleek haar grootvader zich in de oorlog te hebben aangesloten bij de ss. Ook was zijn eenheid tijdens de Hongerwinter in Nederland gestationeerd. De vraag waar haar grote erfenis vandaan komt, roept vragen op over het verleden. Naast haar Poolse (familie-)geschiedenis is ook muziek een belangrijk thema in haar roman. Wagner gebruikte de Goldbergvariaties van Johann Sebastian Bach als raamwerk.  Zo dragen de hoofdstukken in het boek de nummers van de muzikale variaties. Al zijn de personages in de roman verzonnen, toch stonden de vader van de schrijfster en zijn leven stonden model voor de vader in de roman.